# Erden-Gletscher
Der Erden-Gletscher (bulgarisch ледник Ерден lednik Erden) ist ein 6 km langer und 2,8 km breiter Gletscher an der Oskar-II.-Küste des Grahamlands auf der Antarktischen Halbinsel. Er fließt südwestlich des Lessitscheri-Gletschers von den Südosthängen des Forbidden Plateau in südöstlicher Richtung zum Jorum-Gletscher.
Britische Wissenschaftler kartierten ihn 1976 Die bulgarische Kommission für Antarktische Geographische Namen benannte ihn 2013 nach der Ortschaft Erden im Nordwesten Bulgariens.